# البطولات الوطنية الأمريكية 1932 (كرة مضرب)
قائمة بالأبطال في 1932 البطولات الوطنية الأمريكية لكرة المضرب (المعروفة الآن باسم أمريكا المفتوحة):

## الكبار

### فردي رجال
إلسورث فاينس هزم  هنري كوهيت 6-4 6-4 6-4

### فردي سيدات
هيلين جاكوبز هزم  كارولين بابكوك ستارك 6-2, 6-2